# Frank Ebel (Politiker)

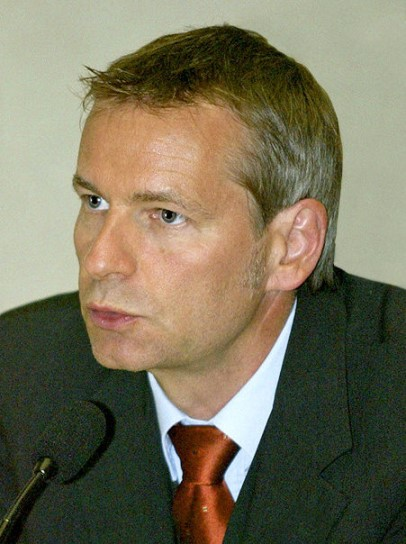
Frank Ebel als Präsident des Berliner Turn- und Freizeitsport-Bundes

Frank Ebel (* 11. Mai 1957 in Berlin; † 3. September 2015 ebenda) war ein deutscher Politiker der SPD und Sportfunktionär.

## Ausbildung und Beruf
Nach dem Abitur in Berlin studierte er in den Jahren 1976 bis 1979 an der Fachhochschule für Verwaltung und Rechtspflege Berlin und schloss als Diplom-Verwaltungswirt ab. Nach Abschluss des Studiums war er bis 1981 beim Land Berlin beschäftigt.
In den Jahren 1981 bis 1986 studierte er Rechtswissenschaft an der Freien Universität Berlin und absolvierte im Jahr 1986 die erste juristische Staatsprüfung mit einem Prädikatsexamen der Note „gut“. Von 1987 war er Rechtsreferendar beim Kammergericht Berlin, war daneben als Wissenschaftlicher Mitarbeiter am Zentrum für nationales und internationales Kartellrecht der Freien Universität Berlin tätig und legte die zweite juristische Staatsprüfung 1989 ebenfalls mit Prädikatsexamen ab. Von 1990 bis 1991 war er im höheren Dienst beim Regierenden Bürgermeister von Berlin – Senatskanzlei beschäftigt, von 1991 bis 1998 war er in der Senatsverwaltung für Wirtschaft und Technologie in Berlin unter anderem Medienwirtschaftsreferent, Leiter des Büros des Wirtschaftssenators Norbert Meisner und später Referatsleiter für Europapolitik. Ebel war von 1990 bis 1993 Lehrbeauftragter an der Fachhochschule für Verwaltung und Rechtspflege Berlin.

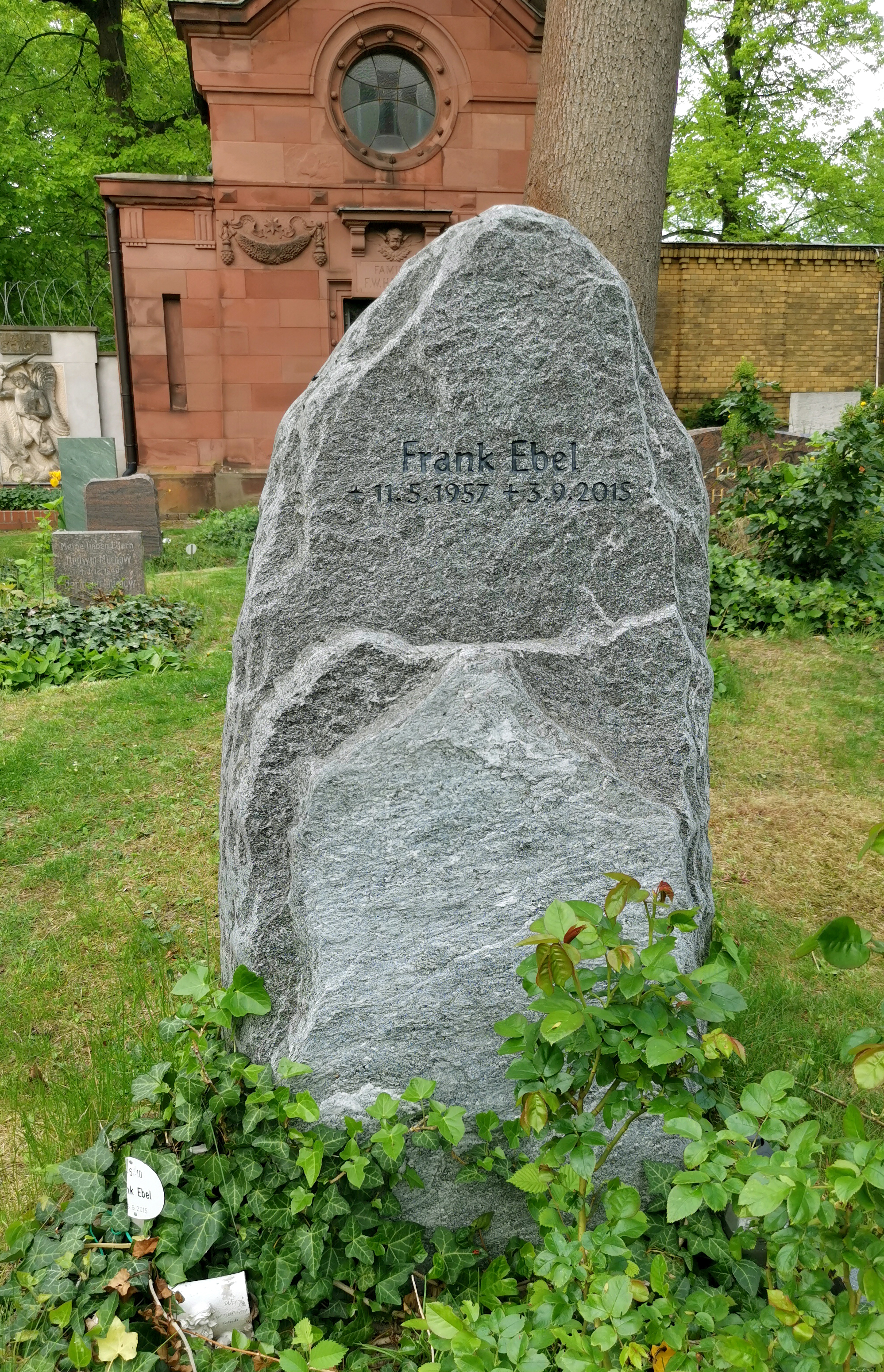
Grabstelle in Berlin-Schöneberg

Vom Jahr 2007 bis zu seinem Tod 2015 arbeitete Ebel als Rechtsanwalt in Berlin.
Ebel wurde auf dem Evangelischen Kirchhof Alt-Schöneberg in Berlin beigesetzt (Abt. 6-6-10).

## Politische Tätigkeit
Ebel trat im Jahr 1975 in die SPD ein. Er war von 1998 bis 1999 Mitglied des Abgeordnetenhauses von Berlin. Von 1999 bis 2001 war er Staatssekretär für Jugend und Sport in der Senatsverwaltung für Schule, Jugend und Sport. Hier setzte sich Ebel für ein Verbot von Kampfhunden in Berlin ein. Nach der Bildung des Senats Wowereit I war Ebel von 2001 an Staatssekretär für Wirtschaft in der Senatsverwaltung für Wirtschaft und Technologie.
Nach der Bildung des Senats Wowereit II wurde Gregor Gysi Senator für Wirtschaft und Technologie und Ebel wurde im Jahr 2002 in den Einstweiligen Ruhestand versetzt.

## Sonstige Funktionen
Ab 2005 war Ebel Präsident des Berliner Turn- und Freizeitsport-Bundes, der dem Deutschen Turner-Bund (DTB) angehört. Er war Organisationschef der 4. Turn-Europameisterschaften im Einzel der Männer und Frauen, die vom 4. bis 10. April  2011 in Berlin stattfanden.
Am 16. November 2012 wurde Frank Ebel zum Sprecher der 22 Landesturnverbände im DTB gewählt. In dieser Funktion war er Mitglied des Präsidiums des Deutschen Turner-Bundes.